# Královský palác v Káthmándú

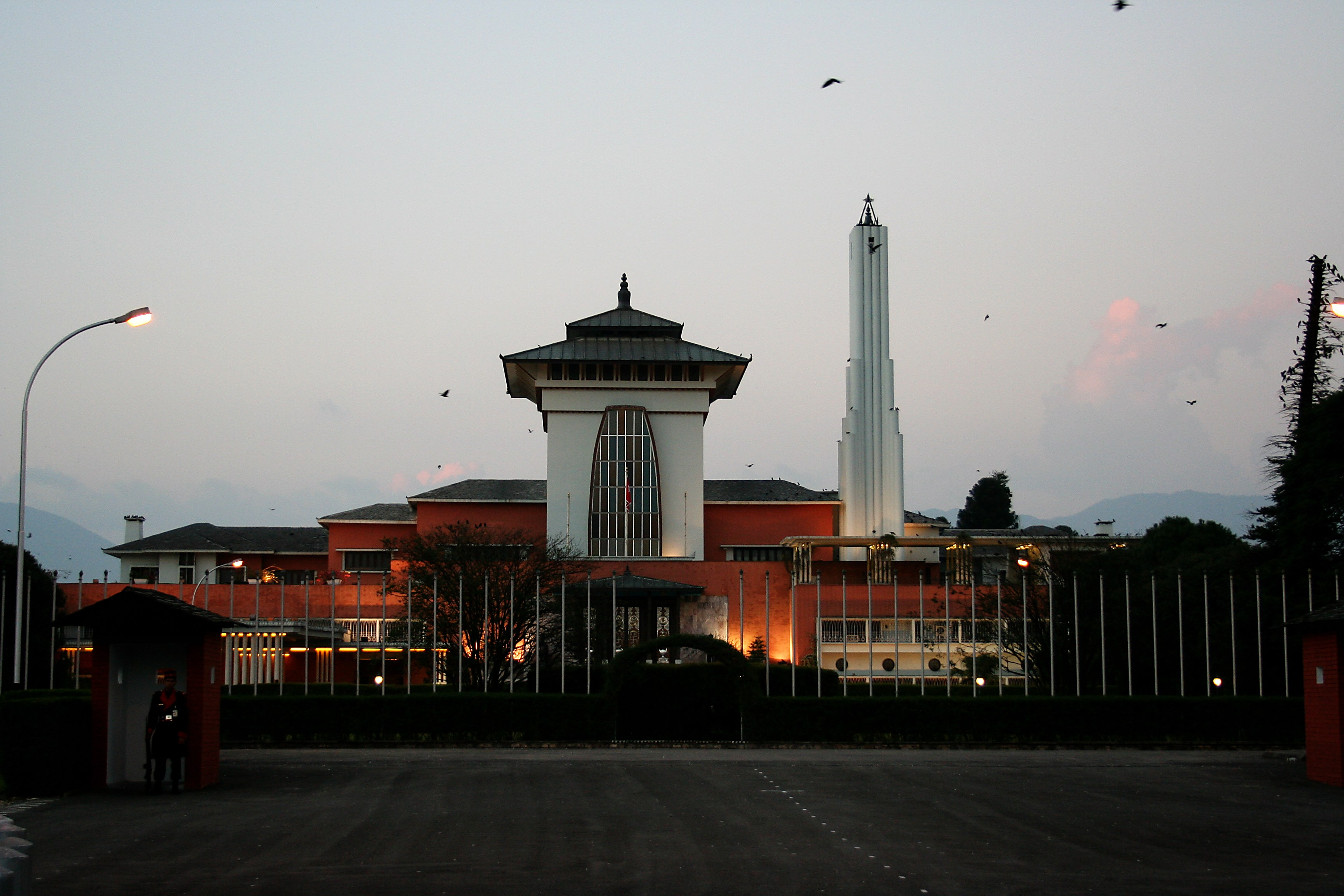
Královský palác v Káthmándú

Královský palác v Káthmándú je palác v nepálském hlavním městě Káthmándú, který dlouhou dobu sloužil jako sídlo nepálských panovníků. Byl postaven v 18. století za panování dynastie Šáhů. 1. června 2001 se palác stal dějištěm masakru královské rodiny, jemuž podlehl i tehdejší král Biréndra.
V srpnu roku 2007 byl královský palác zestátněn nepálskou vládou, avšak královi bylo umožněno v paláci dále přebývat až do voleb do Ústavodárného shromáždění. Avšak král Gjánéndra opustil královský palác den poté, co se jej vláda rozhodla zestátnit, a uchýlil se do Nágáržunova paláce. Později se do královského paláce znovu vrátil.
Na jaře roku 2008 byl královský palác zadlužen – z dob pobytu krále bylo třeba zaplatit okolo 75 milionů nepálských rupií (asi 1 milion dolarů) za elektřinu, vodu a telefonní účty. V dubnu roku 2008, kdy nepálské volby vyhrála Komunistická strana Nepálu (maoisté), maoisté rozhodli o přeměně paláce v muzeum. Navzdory těmto snahám se král Gjánéndra rozhodl slavit v paláci své 37. výročí svatby.
Monarchie v Nepálu zanikla k 28. květnu 2008 a Nepál se oficiálně stal republikou. Chvíli na to byla z královského paláce sejmuta královská vlajka a byla vyvěšena vlajka Nepálu a královi a jeho rodině byla udělena dvoutýdenní lhůta, během které se měli z paláce vystěhovat. Na žádost krále byl královské rodině dán Nágárdžunův palác, který se stal jejich novým sídlem. Královská rodina opustila královský palác 11. června.
V současné době je v bývalém královském sídle umístěno muzeum, které je mezinárodním návštěvníkům otevřeno vždy o víkendu. V muzeu se nachází i královská koruna s trůnem, ty však nejsou z bezpečnostních důvodů přístupny veřejnosti.